# Critics Choice Association
La Critics Choice Association, (anciennement la Broadcast Film Critics Association) est la plus grande organisation de critiques de film de l'Amérique du Nord (États-Unis et Canada), représentant 192 critiques de la télévision, de la radio et du net.
Fondée en 1995 par Joey Berlin et Rod Lurie, elle décerne les Critics' Choice Movie Awards, alors que la nouvellement créée Broadcast Television Journalists Association (2011) décerne les Critics' Choice Television Awards. Depuis 2021, elle décerne aussi les Critics' Choice Super Awards.